# Kapten Grogg

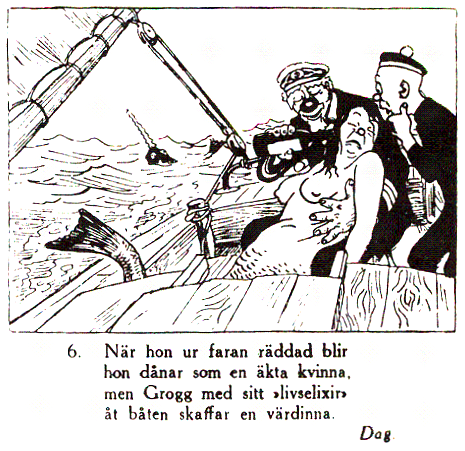
Kapten Grogg ur Kasper 1919.

Kapten Grogg hette en tecknad filmfigur skapad 1916 av Victor Bergdahl. 
En serieversion tecknad av Bergdahl startade 1919 i skämttidningen Kasper. Den första filmen om den gamle sjöbjörnen Kapten Grogg hade premiär 1916 och gjorde succé. Grogg varken "spottade i glaset" eller uppförde sig särskilt belevat. Filmen använde urklippta pappersdockor som filmades mot en tecknad bakgrund. Totalt skapade Victor Bergdahl 13 kortfilmer om Kapten Grogg.

## Historik

### Bakgrund
Inspirerad av de tidiga animatörerna – däribland Winsor McCay – började Bergdahl 1912 att göra egna animerade kortfilmer och blev därmed en av pionjärerna inom svensk animation. Den första filmen hette "Trolldrycken" (premiär 1915) och den andra "Cirkus Fjollinski" (1916). Filmerna blev uppskattade, men han hade svårt att nå ut med dem till biograferna. Succé blev det först då första filmen om den gamle sjöbjörnen Kapten Grogg – "Kapten Groggs underbara resa" – hade premiär 1916.

### Filmversionen
Fileas Grogg var en äldre, rödnäst, ganska råbarkad sjökapten som hade hetsigt humör och inte spottade i glaset. Vid sin sida hade han en trofast yngre matros vid namn Kalle. Tillsammans reste de jorden runt i både fartyg och luftballong och träffade sköna negerprinsessor, försupna isbjörnar, dansanta sjöjungfrur och allätande strutsar. I filmen "Kapten Grogg gifter sig" (1918) gängade han sig med en frodig kvinna vid namn Sylfidia efter att ha räddat henne från en hårdhänt kräfta, men redan i nästa film, "Kapten Grogg och fru" (samma år) lämnar han henne och sina två tvillingar efter ett kort och gnatigt äktenskap.
Totalt blev det 13 kortfilmer med Kapten Grogg i huvudrollen.. 

### Förlagan
Namnet "Fileas Grogg" är givetvis en parafras på "Phileas Fogg", huvudperson i Jules Vernes äventyrsroman "Jorden runt på 80 dagar". Varken namnet eller idén tycks dock ha kommit från Bergdahl ursprungligen, redan 1909–10 publicerades i veckotidningen Veckan en amerikansk tecknad serie vid namn "Kapten Grogg".
Den amerikanska "Kapten Grogg" hette i original "The Yarns of Captain Fibb" och tecknades av den amerikanska äventyrsseriepionjären Charles W. Kahles. Kuriöst är att flera av episoderna från Kahles serie var snarlika (och enstaka episoder närmast exakt likadana) Bergdahls filmer och serier. Båda kaptenerna är rufsiga och skäggiga och bär svarta sjömanskläder och skärmmössa. En haj som sågas itu av en svärdfisk förekommer först i Kahles serie och återkommer i Bergdahls första Grogg-film. En jättefågel som flyger iväg med Kahles Kapten Fibb/Grogg gör detsamma med Bergdahls Kapten Grogg i Bergdahls serieversion från Kasper (se nedan).
Bergdahl berättade vid något tillfälle att han i början av sin karriär köpte ett par manuskript för sin produktion. Torsten Jungstedt framlägger i sin filmhistoriska/biografiska bok "Kapten Grogg och hans vänner" (1973), teorin att denne okände manusförfattare friskt lånade koncept och namn från Kahles serie i Veckan, eventuellt utan Bergdahls vetskap. 
Nämnas ska också att den amerikanska serien "Katzenjammer Kids" ("Knoll och Tott") gick under titeln "De finurliga gossarna Kalle och Pelle eller Kapten Groggs senaste äventyr", då den publicerades i Veckan 1914.

### Serieversionen
Bergdahl började sedermera själv teckna en serieversion av "Kapten Grogg" som publicerades i skämttidningen Kasper 1919–21. Senare på 1930-talet gick den i Musse Pigg-Tidningen. Några reprisavsnitt gästade även ett nummer av serietidningen Åsa-Nisse i början av 1980-talet. Serien bestod från början av bilder med texten under rutorna, men efter något år introducerades pratbubblor i serierna. Historier bestod huvudsakligen av omarbetade episoder från filmerna, samt av episoder som eventuellt kan anses utspelas mellan filmäventyren (till exempel gjordes flera avsnitt med Kapten Grogg och fru som skildrar mer av deras äktenskap än vad som visades i filmform).
I Jungstedts "Kapten Grogg och hans vänner" återtrycks de tretton Kapten Grogg-filmerna i bildsekvenser, i något som skulle kunna kallas serieform.

## Kapten Grogg-filmer
| Filmtitel                                 | Premiär          | Speltid    |
| ----------------------------------------- | ---------------- | ---------- |
| Kapten Groggs underbara resa              | 14 augusti 1916  | 9 minuter  |
| Kapten Grogg i ballong                    | 27 november 1916 | 11 minuter |
| Kapten Grogg och Kalle på negerbal        | 6 februari 1917  | 14 minuter |
| När Kapten Grogg skulle porträtteras      | 13 augusti 1917  | 14 minuter |
| Kapten Grogg vid Nordpolen                | 22 oktober 1917  | 11 minuter |
| Kapten Grogg gifter sig                   | 25 februari 1918 | 10 minuter |
| Kapten Grogg och fru                      | 11 november 1918 | 9 minuter  |
| Kapten Grogg bland vilda djur             | 10 mars 1919     | 10 minuter |
| Kapten Grogg badar                        | 6 oktober 1919   | 10 minuter |
| Kapten Grogg på stora oceanen             | 1920             | 7 minuter  |
| Kapten Grogg bland andra konstiga kroppar | 1921             | 7 minuter  |
| Kapten Grogg skall fiska                  | 1921             | 7 minuter  |
| Kapten Grogg har blivit fet               | 1922             | 6 minuter  |

## Serieutgivning
- Veckoserie i Kasper 1919–21
- "Kapten Grogg och Kalle" (seriealbum, 1923)[1]
- Serie i Musse Pigg-tidningen 1937–1938
- Återtryck i Åsa-Nisse nr 5/1980